# Pyrrolysyl-ARNt synthétase
La pyrrolysyl-ARNt synthétase est une ligase qui catalyse la réaction :
ATP + L-pyrrolysine + ARNtPyl  {\displaystyle \rightleftharpoons }  AMP + pyrophosphate + L-pyrrolysyl-ARNtPyl.
Cette enzyme assure la fixation de la pyrrolysine, l'un des 22 acides aminés protéinogènes, sur son ARN de transfert, noté ARNtPyl, pour former l'aminoacyl-ARNt correspondant, ici le pyrrolysyl-ARNtPyl.